# Anninger
Anninger je kopec v teplotním pásmu Dolních Rakous. Jedná se o plochý vápencový masiv se čtyřmi vrcholy, z nichž nejvyšším je Hochanninger s výškou 675 m n. m. Nachází se na něm zděná stavba "Wilhelmswarte".
Anninger je oblíbeným výletním místem Vídeňského lesa, příměstské rekreační oblasti Vídně. Tato oblast se nazývá Föhrenberge. Zasahuje na území obcí Mödling, Gumpoldskirchen, Pfaffstätten, Gaaden a Hinterbrühl.

## Okolí
Dalšími vrcholy masivu jsou Eschenkogel (653 m) s Anninherhausem a jubilejní stanoviště (ocelová konstrukce), Vierjochkogel (651 m) s "Vysílačem Anninger", Telekomu Rakouska (postaven 1956) a ještě Buchkogel (639 m). Na jihovýchodním svahu, směrem na Gumpoldskirchen je Dreidärrischenhöhle.
Severně od čtyř vrcholů je Malý Anninger (494 m) s Chrámem husarů.
Jižně od Anningeru je možné ke skupině hor připočítat i Pfaffstättner Kogel (541 m). Místními je také nazýván Tschapperl-Anninger. Na vrcholu stojí obhospodařovaná chata Rudolf-Proksch-Hütte postavená roku 1930 Rakouským alpským spolkem (ÖAV), jejíž součástí je "Klesheimwarte" pojmenovaná po básníkovi Antonu von Klesheim. Na jižním svahu je ještě ke zhlédnutí Einödhöhlen.

## Historie

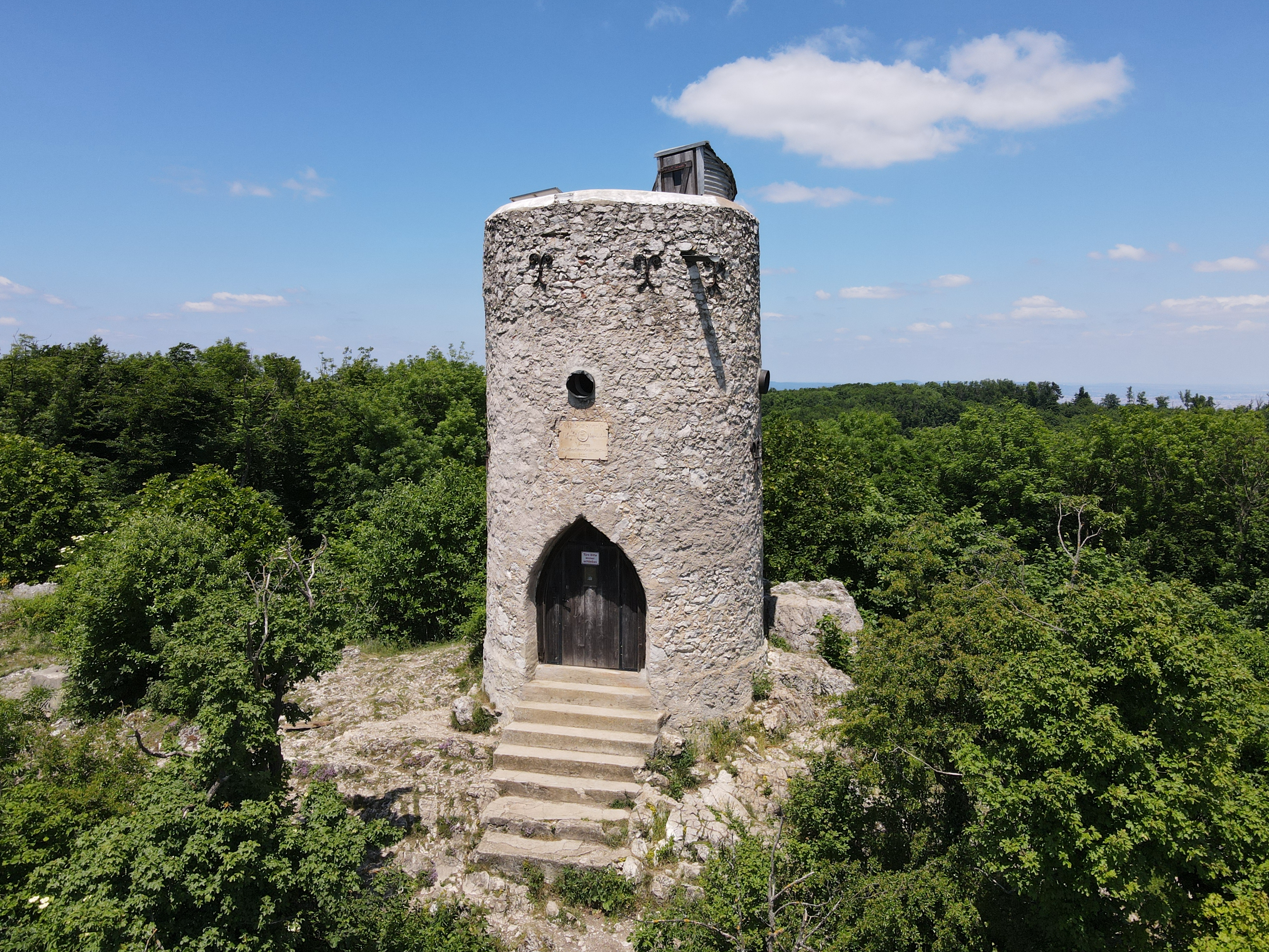
Zděná stavba Wilhelmswarte

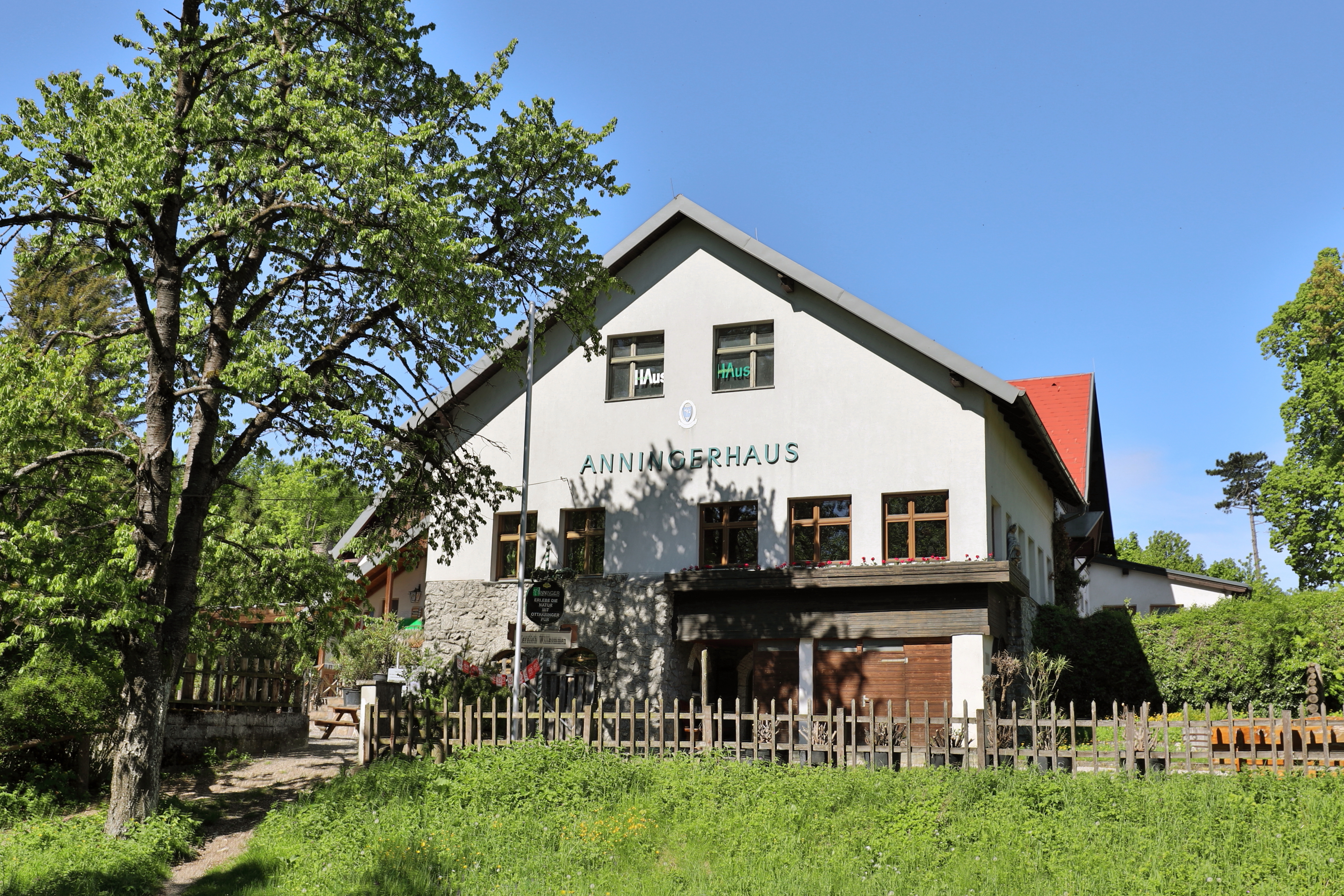
Anningerhaus na Anningeru

Od Anningerschutzhausu vedla dříve přírodní sáňkařská dráha do Mödlingu. Dnes je tu příjezdová silnice. Která je neveřejně sjízdná a používaná jako sáňkářská dráha. Dalším je strážní dům "Krauste Linda". Zdrojem příjmu v oblasti byla těžba pryskyřice.
Do roku 1997 se tu nacházela přírodní památka Breite Föhre (Široká borovice). Výzkumem se zjistilo stáří stromu až do roku 1550. Mnoho pověstí a anekdot se váže k tomuto stromu. Inspiroval i proslulé umělce jako Ludwig van Beethoven nebo Arnold Schönberg. Dne 14. ledna 1997 se musel být od roku 1988 odumírající strom z bezpečnostních důvodů odstraněn. Zbytek stromu je dnes uložen v dolnorakouském zemském muzeu v St. Pölten.
Roku 1898 bylo ministerstvem železnic vydáno povolení inženýru Heinrichu Fröhlichovi z Vídně k provedení technických přípravných prací "pro elektrickou úzkorozchodnou dráhu z Mödlingu přes Richardshof na Anninger". Na konci roku 1910 došla varovná zpráva od "horské dráhy", v prosinci 1925 obeslal "Spolek přátel přírody v Mödlingu od 1877" shromáždění, na kterém ze soukromé strany provozovaný projekt "visuté lanovky na Anninger", přednesl a diskutoval. - Odmítnutí zástupců z přátel přírody - bylo poukazováno, jakož i okolnosti, že městys Gumpoldskirchen, se na radnici měl dráhou zabývat, finanční účast odmítá, mohl by projekt (pro které "Spolkové ministerstvo pro obchod a dopravu") na začátku roku 1926 jakož i 1927 "povolení k vykonání technických přípravných prací" uděleno.